# Berrya tahitensis
Berrya tahitensis är en malvaväxtart som beskrevs av Emmanuel Drake del Castillo. Berrya tahitensis ingår i släktet Berrya och familjen malvaväxter. Inga underarter finns listade i Catalogue of Life.